# Montaña Blanca
Montaña Blanca es un edificio geológico que se encuentra en la isla de Tenerife ―Canarias, España―, en las faldas del Teide, dentro del parque nacional homónimo. Se trata de un cono volcánico de silueta no muy pronunciada que se originó dentro del período volcánico Formaciones Postmiocenas o Series Recientes II, III y IV y que forma parte del Edificio Pico Viejo-Teide.
Su última erupción fue hace unos 2000 años.

## Descripción

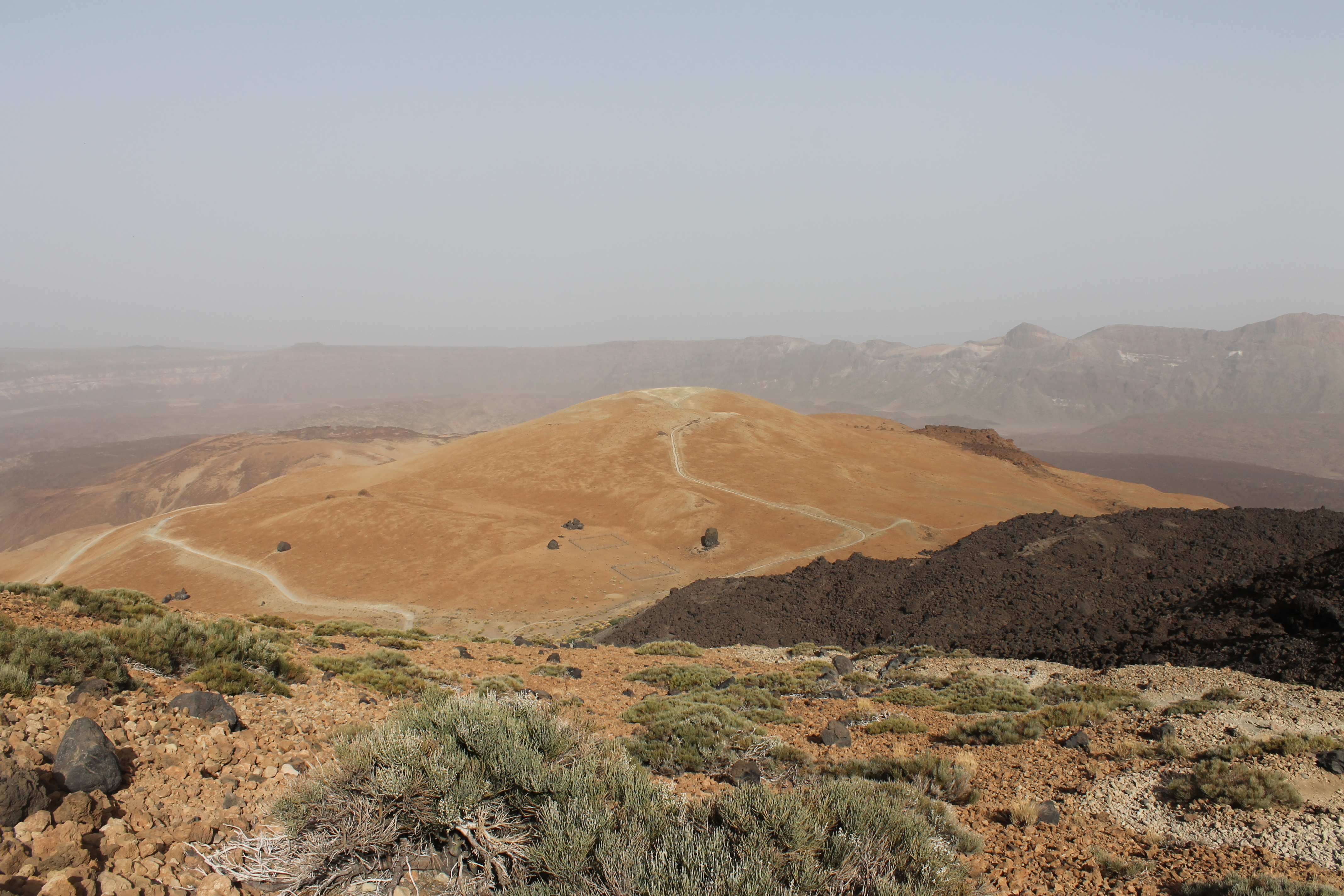
Montaña Blanca vista desde la ladera del Teide.

Se constituyó por la acumulación de piroclastos, concretamente de pumitas o pómez (piroclastos de composición ácida de cualquier tamaño, color claro, con una característica porosidad y muy ligeros). Esta porosidad se debe a un intenso proceso de vesiculación en el momento de su origen, por lo que quedan huecos separados mediante ligeras membranas vítreas; estas propiedades hacen que este tipo de material volcánico flote en el agua.
Tiene una altura máxima de 2750 metros. A su través se dispone un sendero, de los doce recorridos que componen la red de senderos del parque nacional, que lleva al pico del Teide, aunque para acceder a este último es necesario un permiso especial.